# Нундеј (Тексас)
Нундеј (енгл. Noonday) град је у америчкој савезној држави Тексас. По попису становништва из 2010. у њему је живело 777 становника.

## Демографија
Према попису становништва из 2010. у граду је живело 777 становника, што је 262 (50,9%) становника више него 2000. године.
| Група             | 2000.       | 2010.       |
| Белци             | 462 (89,7%) | 639 (82,2%) |
| Афроамериканци    | 31 (6,0%)   | 73 (9,4%)   |
| Азијати           | 2 (0,4%)    | 2 (0,3%)    |
| Хиспаноамериканци | 18 (3,5%)   | 47 (6,0%)   |
| Укупно            | 515         | 777         |